# Christoph W. Clairmont
Johann Christoph Walter Clairmont (* 13. Februar 1924 in Zürich; † 4. Mai 2004 in Ernen, Schweiz) war ein Schweizer Klassischer Archäologe. Sein Hauptwerk behandelt die attischen Grabstelen aus der klassischen Zeit in acht Bänden.

## Biographie
Christoph Walter Clairmont, Sohn des Chirurgen Paul Clairmont, besuchte Schulen in der Schweiz und Großbritannien. Er studierte Archäologie an den Universitäten Zürich, Basel und Oxford. 1951 wurde er in Zürich bei Arnold von Salis mit der Dissertation Das Parisurteil in der antiken Kunst promoviert. Von 1953 bis 1959 war er Assistenzprofessor an der Yale University. 1967 wurde er Professor an der Rutgers University in New Brunswick und blieb dort für fast 20 Jahre bis zu seinem Ruhestand 1985.
1993 veröffentlichte er sein Hauptwerk Classical Attic Tombstones (CAT) in acht Bänden. Die Arbeit wurde als Ergänzung zum Werk Die attische Grabreliefs von Alexander Conze vorgestellt, das zwischen 1893 und 1922 in vier Bänden veröffentlicht wurde.
1997 bis 1998 übergab Christoph W. Clairmont umfangreiche Dokumente aus seiner Familiengeschichte der Carl H. Pforzheimer Collection of Shelley and His Circle in New York. Daraus entstand das zweibändige Werk The Clairmont family letters, 1839–1880, welches 2017 veröffentlicht wurde.
Christoph W. Clairmont war ab 1959 bis zu seinem Tod 2004 mit der Archäologin Victorine von Gonzenbach (1921–2016) verheiratet. Ihr Vater war der Schweizer Professor für Hygiene und Bakteriologie Wilhelm von Gonzenbach (1880–1955). Das Gemeinschaftsgrab befindet sich in Ernen (Wallis).

## Publikationen (Auswahl)
- The Glass Vessels (= The Excavations at Dura Europos, Final Report IV. Teil 5). New Haven 1963.
- Die Bildnisse des Antinous. Ein Beitrag zur Porträtplastik unter Kaiser Hadrian (= Bibliotheca Helvetica Romana. Band 6). Schweizerisches Institut, Rom 1966.
- Gravestone and epigram. Greek memorials from the archaic and classical period. Philipp von Zabern, Mainz 1970.
- Excavations at Salona, Yugoslavia (1969–1972) conducted for the Department of Classics, Douglass College, Rutgers, the State University of New Jersey. In Zusammenarbeit mit Susan Handler Auth und Victorine von Gonzenbach. Noyes Press, Park Ridge, N.J. 1975, ISBN 0-8155-5040-5. (Digitalisat).
- Patrios Nomos. Public burial in Athens during the fifth and fourth centuries B.C.: the archaeological, epigraphic-literary and historical evidence. 2 Bände. British Archaeological Reports, Oxford 1983, ISBN 0-86054-205-X.
- Classical Attic Tombstones. 9 Bände. Akanthus, Kilchberg 1993, Ergänzungsband ebenda 1995.
- Fauvel. The first archaeologist in Athens and his philhellenic correspondents. Akanthus, Kilchberg 2007, ISBN 978-3-905083-25-5.